# Contea di Adams (Colorado)
La contea di Adams (in inglese Adams County) è una contea dello Stato federato del Colorado negli Stati Uniti d'America. La popolazione al censimento del 2000 era di 363 857 abitanti. Il capoluogo di contea è Brighton.

## Geografia
La contea si trova nel nord-est dello Stato. Si tratta di un territorio prevalentemente pianeggiante, a nord-est di Denver.

### Contee confinanti
- Contea di Weld - nord
- Contea di Morgan - nord-est
- Contea di Washington - est
- Contea di Arapahoe - sud
- Città e contea di Denver - sud-ovest
- Contea di Jefferson - ovest
- Città e contea di Broomfield - nord-ovest

## Storia
Nel 1902 fu approvata la creazione della contea di Adams, il cui territorio era compreso nella contea di Arapahoe. La contea fu chiamata così in onore di Alva Adams, ex-governatore.

## Comunià

### City
- Arvada
- Aurora
- Brighton (capoluogo)
- Commerce City
- Federal Heights
- Northglenn
- Thornton
- Westminster

### Town
- Bennett
- Berkley
- Lochbuie